# Deze
Deze är en socken i Kina. Den ligger i provinsen Yunnan, i den sydvästra delen av landet, omkring 140 kilometer nordost om provinshuvudstaden Kunming. Antalet invånare är 17 529. Befolkningen består av 8 051 kvinnor och 9 478 män. Barn under 15 år utgör 20,0 %, vuxna 15-64 år 70 %, och äldre över 65 år 8,0 %.
Genomsnittlig årsnederbörd är 1 055 millimeter. Den regnigaste månaden är juni, med i genomsnitt 238 mm nederbörd, och den torraste är januari, med 11 mm nederbörd.